# ソオチャンガ
ソオチャンガは、覺羅ギョロ氏女真族。
都督フマン第三子で、清太祖ヌルハチの祖父ギョチャンガの三兄、即ちヌルハチの三番目の大伯父にあたる。母は直皇后喜塔臘氏。妻は翼皇后。

## 略歴
ヌルハチ曾祖父フマンには六子あり、その子孫からは六祖や寧古塔貝勒ニングタ･ベイレなどと呼ばれた。この内、ソオチャンガは「三祖」(三番目の大伯父) と呼ばれ、河洛ホロ噶善ガシャン地方不詳を根拠地とした。
稻葉岩吉『清朝全史』によれば、遼東巡撫・侯汝諒の上奏文には叫場ギョチャンガとともに「草場」なる人物が「賊首」として挙がっているという。孟森はこの「草場」をソオチャンガの漢音写としている。それが正しければ、ソオチャンガは弟ギョチャンガとともに建州右衞都指揮使・王杲の明辺塞への入寇に関与していたとみることができる。しかし、その後改悛して入貢するようになったという。
六弟・寶實ボオシの子アハナが董鄂ドンゴ部主・克轍巴顏ケチェ･バヤナから息子殺しの嫌疑をかけられた際、ソオチャンガはドンゴ部が提示した下手人引き渡しに対する謝礼金に目を眩ませ、自分の手下の者がやったと嘘を吐いた為、ニングタ･ベイレへの恨みを募らせたドンゴ部の襲撃を受けて、所領二つを奪われた。結局、子・吳泰ウタイがハダ国主ベイレワン･ハンの娘を娶っていた関係でハダの兵力を借り、ドンゴ部への報復を果したが、これを境にニングタ･ベイレの勢力は減退する。

### 子孫
ギョチャンガ及びその子タクシ (ヌルハチ父) が明の官軍に殺され、ニカン･ワイランが擡頭するに及んで、ソオチャンガの子孫はニカン･ワイランに取り入り、各地の酋長をけしかけてヌルハチに度々危害を加えた。
ヌルハチが後金国のハンとして即位すると、タクシ以下の直系は黄帯子のアイシン･ギョロ氏 (即ち宗室)、フマンの傍系は紅帯子のギョロ氏として区別された。

## 一族姻戚
＊満文表記 (転写) および仮名表記は『滿洲實錄』(満) に準拠した。丸括弧内の漢字表記は『太祖高皇帝實錄』/『滿洲實錄』の順で記し、両者の表記が同一である場合は統合した。また、その外の文献を典拠とする場合のみ脚註を附した。
- 父・フマン
  - 長兄・デシク (德世庫desikū)
  - 次兄・リョチャン (劉闡/瑠闡liocan)
  - ソオチャンガ
    - 長子・リタイ (李泰/ 禮泰litai)
    - 次子・ウタイ (吳泰/ 武泰utai)：ハダ国主ベイレワン･ハンの娘婿。[注 4]
    - 三子・チョキ･アジュグ (綽奇阿注庫/ 綽奇阿珠庫coki ajugu)
    - 四子・ロンドン (龍敦longdon)
      - 孫・伊巴禮：ロンドン次子。[5]
        - 曾孫・郎球：伊巴禮の第七子。[5][6]

    - 五子・フョンドン (飛永敦/ 斐揚敦fiongdon)
      - 孫父不詳
        - 曾孫父不詳・
          - 玄孫父不詳・巴哈納[7]

  - 四弟・ギョチャンガ
    - 侄・タクシ
      - 姪孫・ヌルハチ

  - 五弟・ボオランガ (包朗阿/寶朗阿boolangga)
  - 六弟・ボオシ (寶實boosi)

### 註釈
1. ↑  註釈：稻葉岩吉『清朝全史』上巻には『清朝太祖實錄』からの引用 (和訳) として「……索長阿は洛地噶善の地に居り……」とし、さらに「開國方略之を和洛噶善に作る。蓋し錯誤なり。(中略) 盛京輿圖によれば、興京の西南、煙筒山の西に、羅地と稱する地名あり、或は即ち彼の居りしところならむ。」としているが、『太祖高皇帝實錄』および『太祖武皇帝實錄』どちらにも「洛地噶善」という記載はみえない。稻葉の閲覧した版の誤植か。或いは「劉闡居阿哈河洛地索長阿居河洛噶善地」を見誤ったか。
2. ↑  註釈：稻葉岩吉『清朝全史』上巻には「嘉靖三十八九年の頃にや、遼東の巡撫候ママ汝諒が、東夷悔過入貢の疏といへるを朝廷に致ししことありしが、疏中に建州の賊首を舉げて草場……」とあるが、孟森『清朝前紀』では「此所云明紀錄。未指書名。今尚未檢得其原本。草場當卽景祖兄索長阿之對音。」としている。
3. ↑  註釈：『国朝耆献類徴初編』や『滿洲名臣傳』などの伝記ではアイシン･ギョロ氏を宗室、ギョロ氏を覺羅氏と区別している。
4. ↑  註釈：『太祖高皇帝實錄』に「哈達萬汗吳泰婦翁也」、『滿洲實錄』に「武泰不從曰『我等同住一處、牲畜難以生息。吾今詣妻父哈達汗處借兵……」とある。

## 文献

### 實錄
＊中央研究院歴史語言研究所版 (1937年刊行)
- 顧秉謙, 他『神宗顯皇帝實錄』崇禎3年1630 (漢)
- 覚羅氏勒德洪『太祖高皇帝實錄』崇徳元年1636 (漢)
- 編者不詳『滿洲實錄』乾隆46年1781 (漢)
  - 『ᠮᠠᠨᠵᡠ ᡳ ᠶᠠᡵᡤᡳᠶᠠᠨ ᡴᠣᠣᠯᡳmanju i yargiyan kooli』乾隆46年1781 (満) ＊今西春秋版
    - 今西春秋『満和蒙和対訳 満洲実録』刀水書房, 昭和13年1938訳, 1992年刊

### 史書
- 稻葉岩吉『清朝全史』上巻, 早稲田大学出版部, 大正3年1914
- 趙爾巽『清史稿』清史館, 民国17年1928 (漢) ＊中華書局版
- 孟森『清朝前紀』民国19年1930 (漢) ＊商務印書館版

### Web
- 栗林均「モンゴル諸語と満洲文語の資料検索システム」東北大学
- 「明實錄、朝鮮王朝実録、清實錄資料庫」中央研究院歴史語言研究所 (台湾)
- 「人名權威 人物傳記資料庫」中央研究院歴史語言研究所 (台湾)